# Xanthosoma viviparum
Xanthosoma viviparum är en kallaväxtart som beskrevs av Michael T. Madison. Xanthosoma viviparum ingår i släktet Xanthosoma och familjen kallaväxter. Inga underarter finns listade.